# プライマー (塗装)
プライマーは、建築工事などで用いられる下塗り塗料であり、主に接着を目的としたもの。よく似た言葉でシーラーと呼ばれることもあるが目的が異なる。薄く塗るタイプや厚く塗るタイプ、または水系や溶剤系などの種類がある。
主な役割として、外壁材や屋根材などの塗装面に最初に塗るもので、その後に塗る中・上塗りと塗装面の密着性を高める役割がある。その他の役割として、穴の多い塗装面では塗料を吸い込んでしまう性質があるので、プライマーを吸収させ、吸い込みを止める役割もある。
金属面への役割としては錆び止め効果もある。
主成分として、アクリル系、エチレン酢酸ビニル系、ウレタン系、エポキシ系などあり、被着体との相性や塗布材料によって選択する。
また、防水用の溶融アスファルトを下地と密着させる下塗り用のプライマーを指す場合もある。成分としては、アスファルトを溶剤に溶かしたようなもの。